# 庫縣
庫縣，是明代交阯承宣布政使司諒山府上文州下轄的一個縣，後陷入安南，治所約在今越南北山縣東部。

## 沿革
- 永樂五年六月癸未朔（1407年7月5日）置，隸諒山府上文州[2]。
- 永樂七年正月二十二乙丑（1409年2月6日），併交阯上文州之庫縣入本州[3]。